# Miss Universe 1984
Der Wettbewerb um die 33. Miss Universe fand am 9. Juli 1984 mit 81 Teilnehmern im James L. Knight Convention Center in Miami, Florida, Vereinigte Staaten, statt. Gewinnerin war Yvonne Ryding aus Schweden.

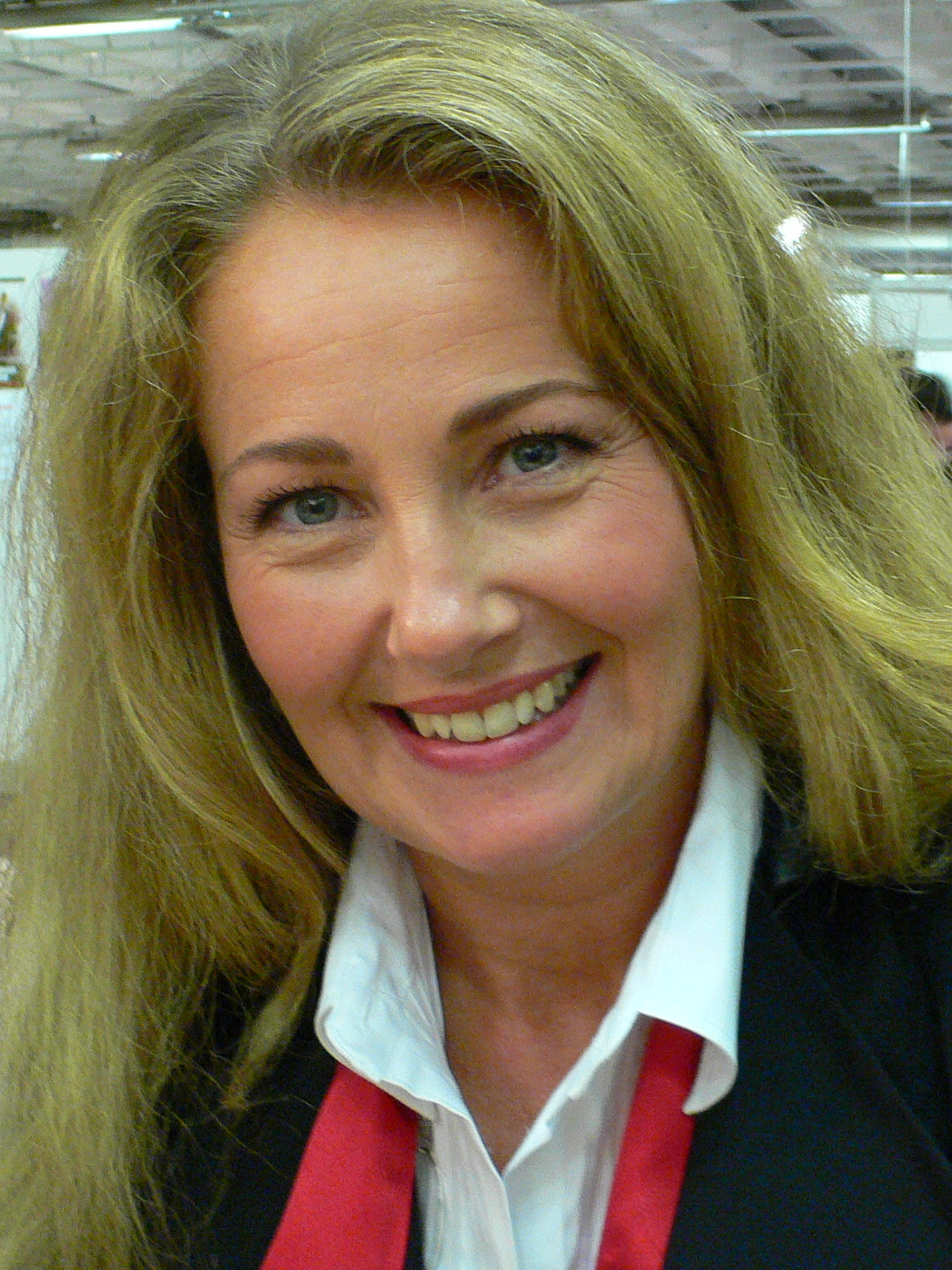
Miss Universe 1984 Yvonne Ryding (2007)

| Land               | Schreibweise bei Pageantopolis | Schreibweise in der Heimatsprache | Teilnahme an weiteren Wettbewerben |
| ------------------ | ------------------------------ | --------------------------------- | ---------------------------------- |
| Platzierungen      |                                |                                   |                                    |
| 1. Schweden        | Yvonne Ryding                  | Yvonne Ryding                     |                                    |
| 2. Südafrika       | Letitia Snyman                 | Letitia Snyman                    |                                    |
| 3. Venezuela       | Carmen María Montiel           | Carmen María Montiel              |                                    |
| 4.                 |                                |                                   |                                    |
| 5. Kolumbien       | Susana Caldas Lemaitre         | Susana Caldas                     |                                    |
| Top 10             |                                |                                   |                                    |
| BR Deutschland     | Brigitte Berx                  | Brigitte Berx                     |                                    |
| Guatemala          | Ilma Urrutia                   | Ilma Urrutia                      |                                    |
| Niederlande        | Nancy Neede                    | Nancy Neede                       |                                    |
| Vereinigte Staaten | Mai Shanley                    | Mai Shanley                       |                                    |

## Jury
- Marcus Allen
- Linda Christian
- Ronny Cox
- Carolina Herrera
- Lucía Méndez
- Maria Tallchief
- Alan Thicke
- Constance Towers